# Robert Pickton
Robert William "Willie" Pickton (Port Coquitlam, 24 de outubro de 1949 – Quebec, 31 de maio de 2024) foi um antigo fazendeiro criador de porcos e assassino em série condenado em 2007 pelo homicídio em segundo grau de seis (06) mulheres em Vancouver. 
Ele também foi acusado pelas mortes de outras 20 vítimas, contudo, estas acusações foram retiradas após sua prisão.
Foi sentenciado a prisão perpétua em dezembro de 2007, sem possibilidade de liberdade condicional durante 25 anos - a maior sentença na altura disponível para a lei de homicídio do Canadá.
Durante o primeiro dia de julgamento, em 22 de Janeiro de 2007, foi revelado que ele teria dito a um policial à paisana, infiltrado como seu companheiro de cela, que ele queria ter matado outra mulher para chegar ao número exato de 50. "O caso chocou o Canadá e o Mundo: um agricultor multimilionário, Robert Pickton, de 68 anos, matou 49 mulheres, a maioria prostitutas, e transformou os corpos em carne picada", escreveu o jornal Correio da Manhã de Portugal em janeiro de 2018.
"Pensa-se que ele poderá ter matado 70 mulheres, desaparecidas em Vancouver desde os anos 80 até 2001", escreveu o Correio da Manhã em dezembro de 2007.
Roberto Pickton foi o maior serial killer do Canadá.

## Cenário
Nos anos 1970, Pickton herdou, junto com o irmão David e a irmã, uma propriedade rural de criação de porcos em Port Coquitlam. Ele e seu irmão administravam a quinta (fazenda, em português brasileiro) quando registraram, em 1996, uma organização sem fins lucrativos, a Piggy Palace Good Times Society, com o objetivo de "organizar eventos especiais, festas e espetáculos". "Pickton e o irmão, David, eram conhecidos por esbanjarem dinheiro em festas no ‘Palácio dos Porquinhos’. As noites incluíam sempre prostitutas, muito álcool e drogas", escreveu o Correio da Manhã.
Bill Hiscox, empregado da fazenda, intimado a dar seu depoimento posteriormente, chamou a fazenda de "um lugar sinistro", enfatizando que o local era vigiado por um porco de 270 quilos. "Eu nunca vi um porco como aquele, que poderia perseguir-te e morder-te", disse ele. Ele também descreveu Pickton como um "tipo quieto, difícil de manter uma conversa", cujo comportamento bizarro ocasional chamava a atenção. Ele e o irmão David também tinham uma extensa ficha criminal.
A 23 de Março de 1997, Pickton foi acusado pela tentativa de homicídio de uma prostituta chamada Wendy Lynn Eistetter, que havia sido esfaqueada diversas vezes depois de fazer um programa sexual com o criminoso na fazenda. A vítima informou à polícia que Pickton a tinha algemado, mas que ela escapou, depois de ter sido atacada, desarmando-o e esfaqueando-o. Ele foi posteriormente libertado sob uma fiança de dois mil dólares.
Meses depois, os Pickton foram acusados pela Polícia de Port Coquitlam de violarem leis de zoneamento, tendo "alterado um grande edifício da quinta com o objetivo de dançar, dar concertos e outras recreações". Os Pickton ignoraram o aviso das autoridades e deram uma festa de Ano Novo em 1998, tendo depois sido proibidos de realizar futuros eventos e a polícia tendo sido "autorizada a prender ou remover qualquer pessoa" das festas da Piggy Palace Good Times realizadas no local. No ano seguinte, a sociedade perdeu o estado de "sociedade sem fins lucrativos" por ser incapaz de alcançar seus objetivos financeiros. 

## Os crimes
Em meados dos anos 1990, investigadores passaram a observar que diversas mulheres, geralmente prostitutas usuárias de drogas de origem indígena, de Vancouver estavam desaparecendo. "Vários agentes do Departamento de Polícia de Vancouver começaram a suspeitar que um serial killer estava agindo. Um deles foi o inspetor Kim Rossmo (...) 'Esse número começou a crescer em 1996, 1997 e 1998. Pensei que a única explicação para aquilo era que fosse um caso de assassinato em série'", escreveu a BBC. 
Em julho de 1998, Lorimer Shenher, o novo investigador designado para resolver os 17 primeiros desaparecimentos recebeu uma ligação telefônica (feita anonimamente por Bill Hiscox), na qual o nome de Robert Pickton foi citado. Anos depois, Shenher admitiu que Pickton era "seu homem em potencial", porque meses antes ele havia sido acusado de ter atacado uma prostituta de nome Wendy Lynn Eistetter.
A polícia já rastreava Pickton, quando em 6 de fevereiro de 2002 conseguiu um mandato de busca por armas de fogo ilegais na fazenda e, depois de levar os irmãos Robert e David sob custódia, obteve uma segunda ordem para vasculhar o local como parte da BC Missing Womem Investigation. Itens pessoais, incluindo uma prescrição para um inalador de asma, pertencentes às mulheres desaparecidas foram encontrados na fazenda, que foi isolada pela Real Polícia Montada do Canadá (RCMP). No dia seguinte, Pickton foi acusado por posse de arma de fogo sem licença e mais tarde libertado, porém mantido sob vigilância.
Os investigadores começaram a fazer escavações na fazenda, encontrando inicialmente os corpos de quinze mulheres.
A 22 de fevereiro, Pickton foi preso, acusado de dois homicídios em primeiro grau pelas mortes de Serrena Abotsway e Mona Wilson. A 2 de abril, foram adicionadas mais 3 acusações pelos homicídios de Jacqueline McDonell, Diane Rock e Heather Bottomley. Uma sexta acusação do homicídio, de Andrea Joesbury,  foi feita em 9 de abril, seguida por uma sétima de Brenda Wolfe. A 20 de setembro, mais 4 acusações foram adicionadas, pelas mortes de Georgina Papin, Patricia Johnson, Helen Hallmark e Jennifer Furminger. Mais 4 de homicídios, de Heather Chinnock, Tanya Holyk, Sherry Irving e Inga Hall, surgiram em 3 de outubro, elevando o total a 15, transformando o caso na maior investigação de um assassino em série na história do Canadá. A 26 de maio de 2005 foram adicionadas mais 12 acusações, pelas mortes de Cara Ellis, Andrea Borhaven, Debra Lynne Jones, Marnie Frey, Tiffany Drew, Kerry Koski, Sarah de Vries, Cynthia Feliks, Angela Jardine, Wendy Crawford, Diana Melnick e uma mulher não identificada, elevando o total a 27 acusações de homicídio em primeiro grau.
Em janeiro de 2007 o Correio da Manhã escreveu: "durante as buscas à fazenda de Pickton, a polícia encontrara num frigorífico os crânios e outras partes do corpo de duas das vítimas. As cabeças foram cortadas ao meio, verticalmente. Junto dos crânios, que tinham marcas de balas, estavam as mãos direita e esquerda, bem como a parte de frente dos dois pés de cada uma das vítimas".

### Modus operandi
As vítimas eram atraídas para a fazenda de Pickton com a promessa de dinheiro ou drogas em troca de programas sexuais. Elas eram então atacadas, algemadas, estranguladas ou mortas a tiros, tendo depois os corpos retalhados num moedor de carne. Algumas vezes seus corpos moídos eram jogados aos porcos.  

### Área de atuação
Os crimes aconteceram na área de Vancouver.

### Perfil das vítimas
Prostitutas, geralmente de origem indígena, viciadas em drogas.

## Inquérito preliminar
Um inquérito havia sido instaurado contra Robert pela tentativa de homicídio de Wendy Lynn Eistetter em 1997, no entanto, a acusação foi arquivada em janeiro de 1998, porque ela tinha problemas com drogas e a justiça a considerava a mulher instável demais para testemunhar. As roupas e botas de borracha que Pickton usava na noite em que atacou Wendy haviam sido confiscadas pela polícia e deixadas numa base policial por mais de 7 anos, sendo que só em 2004 passaram por testes de laboratório que mostraram que o ADN de duas mulheres desaparecidas estavam nos itens recolhidos. 
Wendy foi ouvida novamente pela polícia em 2003 e 2006, quando relatou que após ter feito um programa sexual com Pickton, ao estar debruçada sobre uma lista telefônica, ele a atacou. Ela conseguiu se defender com uma faca, tendo fugido e pedido ajuda na estrada. Os ocupantes do carro que pararam para ajudá-la, relataram em depoimento que ela vinha "descendo cambaleando pela calçada, dizendo: 'me ajude'. Ela estava coberta de sangue e tinha uma faca grande, do tipo de cozinha, na mão direita e o que parecia ser uma algema no pulso esquerdo. Ela pediu que a ajudássemos, que ela havia sido esfaqueada. Ela estava muito preocupada com o fato de estar morrendo e disse: 'no caso de morrer, diga a eles que o esfaqueei no pescoço'." Os advogados de defesa do criminoso alegaram que ela havia atacado Pickton por ter "enlouquecido" após consumir drogas em excesso, tendo seu testemunho sido dispensado.

### Polêmicas
Durante as investigações e o julgamento, o caso acabou virando uma polêmica com as famílias acusando a polícia de não ter agido rápido o suficiente porque as vítimas eram indígenas, prostitutas e viciadas em drogas. Em 2012, Hiscox, o empregado de Pickton que havia ligado para os policiais em 1998, disse: "É frustrante ver a dor destas famílias, quando eles me dizem que suas filhas e irmãs ainda poderiam estar vivas se a polícia tivesse prendido Pickton após eu dar minhas primeiras informações". 
"Se essas mulheres fossem de qualquer outro estrato social, haveria uma revolta, busca em festas, voluntários, bloqueio de estradas. Em um nível bem profundo, um vasto segmento da sociedade e a comunidade policial não sentiam que essas mulheres mereciam o esforço, e muitas pessoas questionaram se elas realmente queriam ser encontradas", disse o investigador Lorimer Shenher em 2017. O Governo da Colúmbia Britânica admitiu em 2010 a "falta de liderança nas investigações" e as descreveu como um "fracasso vergonhoso".
Com base nas leis canadenses, o caso envolvendo Pickton foi mantido em segredo de justiça até o julgamento, tendo o juiz proibido a revelação de qualquer pormenor pela imprensa, alegando que as revelações poderiam prejudicar as investigações. No entanto, mesmo após o julgamento, esta restrição foi apenas sendo pouco a pouco cancelada.

## Julgamento
O julgamento de Pickton começou em 30 de Janeiro de 2006 em New Westminster, tendo Pickton, no Supremo Tribunal da Colúmbia Britânica, alegado ser inocente das 27 acusações de homicídio em primeiro grau. "Não sei nada sobre o assunto", teria dito em juízo.
A fase voir dire do julgamento levou meses para determinar que provas podiam ser admitidas perante o júri, já que o depoimento de Wendy não foi aceito. Os investigadores não podiam excluir nenhum material presente nos argumentos e a 2 de março uma dessas 27 acusações foi rejeitada pelo juiz James Williams por falta de provas.  
A 9 de agosto, o juiz Williams separou as acusações em um grupo de 6 e outro grupo de 20. O julgamento continuou com o grupo das 6 acusações, sendo que as restantes 20 acusações deveriam ser ouvidas num julgamento à parte. Devido à proibição imposta à imprensa, detalhes completos sobre o a decisão do juiz não foram divulgadas, mas o juiz explicou que julgar todas as 26 acusações de uma vez iria demorar mais de 2 anos. O juiz também alegou que as 6 acusações que escolheu tinham evidências "materialmente diferentes" das outras 20.
A data para o julgamento das primeiras 6 acusações foi inicialmente agendado para 8 de janeiro de 2007, mas foi depois adiado para 22 de janeiro. Nessa data, Pickton enfrentou acusações de homicídio em primeiro grau pelas mortes de Frey, Abotsway, Joesbury, Wolfe e Wilson. A restrição imposta à imprensa foi retirada e pela primeira vez os detalhes do que foi encontrado durante a longa investigação se tornaram públicos: crânios cortados ao meio com mãos e pés em seu interior; os restos mortais de uma vítima encontrados num saco de lixo; roupa ensanguentada encontrada no carro do assassino; parte do maxilar e os dentes de outra vítima encontrados na porta do matadouro; um revólver de calibre 22 com um dildo contendo o ADN de uma das vítimas. Num gravação mostrada ao júri, Pickton disse ter prendido o dildo à sua arma como substituto do silenciador.
A 20 de Fevereiro de 2007, as seguintes informações foi apresentadas no tribunal:
- que os investigadores haviam encontrado cerca de 80 perfis de ADN ainda por identificar, mais ou menos metade masculino e metade feminino;
- que os itens encontrados na Caravan de Pickton eram: um revólver 22 com um dildo em volta do cano e um tiro disparado, caixas de munição de uma pistola Magnum 357, óculos de visão noturna, dois pares de algemas felpudas, uma seringa com 3 milímetros de um líquido azul e o afrodisíaco "Spanish Fly";
- que Scott Chubb, um amigo de Rober Pickton, tinha apresentado uma gravação onde o criminoso dizia que uma boa forma de matar uma mulher viciada em heroína era injetar-lhe limpa-vidros;
- que numa outra gravação um amigo do criminoso, chamado Andrew Bellwood,  disse que Pickton mencionou que matava prostitutas algemando-as e estrangulando-as, depois tirava-lhes o sangue e cortava-as antes de as dar aos porcos;
- que no caixote de lixo encontrado no matadouro de Pickton havia restos mortais de Mona Wilson.

Em outubro de 2007, um jurado foi acusado de ter dito Pickton era inocente. O juiz questionou o jurado, dizendo "foi-me dito que depois do que viu o senhor está certo que o senhor Pickton é inocente, que não há forma dele ter feito isto e que o tribunal prendeu o homem errado". O jurado negou completamente ter dito isto e o juiz decidiu que ele poderia permanecer no júri, uma vez que não havia provas de que ele tinha feito tais declarações.
O juiz suspendeu o julgamento em 6 de dezembro de 2007 depois de ter descoberto um erro de acusação. No dia seguinte, o júri, por escrito, pediu esclarecimentos ao juiz, perguntando: "estamos prontos a dizer "sim" (declarar o Pickton culpado) se dissermos que o acusado atuou indiretamente?
A 9 de dezembro de 2007, o júri deu o veredicto de que Pickton não era culpado de 6 acusações de homicídio em primeiro grau, mas que era culpado de 6 acusações de homicídio em segundo grau, o que corresponderia à prisão perpétua. No dia 11 de dezembro de 2007, o Juiz James Williams sentenciou Pickton a prisão perpétua sem possibilidade de liberdade condicional em 25 anos - a pena máxima para um homicídio de segundo grau. "A conduta do Sr. Pickton foi criminosa e repetida. Não sei os detalhes mas sei isto: o que aconteceu a elas foi insensível e horrível," disse o Juiz Williams ao proferir a sentença.

## Recursos
A 7 de janeiro de 2008, o promotor público apresentou um recurso no Tribunal de Recursos da Colúmbia Britânica contra a sentença de assassinato em segundo grau, alegando que o juiz havia excluído provas que incriminavam Pickton pelo crime de homicídio em primeiro grau, já que o criminoso havia agido de forma planejada e deliberadamente desmembrado e descartado os corpos das vítimas. A defesa também questionou o desmembramento dos outros 20 casos, que não foram julgados com os seis primeiros. 
Já em 9 de janeiro de 2008, foram os advogados de Pickton que apresentaram um recurso pedindo um novo julgamento das 6 acusações de homicídio em segundo grau. A defesa alegou que o juiz tinha errado na principal acusação apresentada ao júri e na resposta à questão dos jurados, entre outras coisas. 
O Tribunal de Recursos anunciou sua decisão em 25 de junho de 2009, mas parte da decisão não foi divulgada devido ao "segredo de justiça". O Tribunal de Recursos negou o recurso da defesa por uma maioria de 2:1 e aceitou o recurso da Promotoria, concordando que o juiz errou ao excluir algumas provas e em ter desmembrado as 26 acusações em dois grupos, um de 20 e outro de seis. 
A 26 de junho de 2009, os advogados de Pickton apresentaram recurso no Supremo Tribunal do Canadá. O recurso foi baseado na discordância de 2:1 do Tribunal de Recursos da Colúmbia Britânica.
O recurso foi aceito em 26 de Novembro de 2009, no entanto em 30 de Julho de 2010 o Supremo reverteu sua decisão dispensando o recurso de Pickton e reafirmando as seis condenações. O argumento de que o caso deveria ser julgado novamente foi rejeitado pelos juízes do Supremo Tribunal do Canadá.

## Ações e reações após a sentença

#### Declaração final sobre as outras 20 acusações de homicídio
As 20 demais acusações de homicídio contra Pickton foram oficialmente suspensas pela Promotoria Pública em maio de 2010, porque novas sentenças não aumentariam a pena de Robert Pickton.

#### Revisão da gestão da VDP
Em 2010, o Departamento de Polícia de Vancouver (VDP) anunciou que "uma revisão da Investigações de Mulheres Desaparecidas" tinha sido conduzida e que um relatório iria ser disponibilizado ao público assim que as questões criminais estivessem concluídas e que o "segredo de justiça" fosse cancelado. Em agosto do mesmo ano, o VPD divulgou o Missing Women: Investigation Review. (Leia o relatório oficial em inglês)

#### Pedido de desculpas da VPD
Em 30 de julho de 2010, numa conferência de imprensa, o Chefe Doug LePard da VPD pediu desculpas às famílias das vítimas, dizendo: "desejava que todos os erros que foram cometidos pudessem ser apagados. Desejava que mais vidas pudessem ter sido salvas. Por isso, em meu nome e e do Departamento de Polícia de Vancouver e todos os homens e mulheres que trabalharam nesta investigação, digo às famílias o quanto lamento todas as vossas perdas e por não termos apanhado este monstro mais cedo."  (Leia a declaração oficial na íntegra em inglês)

#### A Comissão de Inquérito das Mulheres Desaparecidas
Depois de Robert Pickton ter perdido o seu recurso final no Supremo Tribunal do Canadá, a Comissão de Inquérito das Mulheres Desaparecidas foi chamada para investigar o papel da VDP e da RCMP no desaparecimento das mulheres da área da Baixa Vancouver Leste. As famílias das mulheres desaparecidas e assassinadas foram convidadas para audiências públicas. O relatório final da Comissão foi divulgado em 17 de dezembro. (Leia o Relatório Sobre a Mulheres Desaparecidas  e o Relatório Sobre o Desaparecimento de Mulheres Indígenas no Canadá )

#### Transferência para a penitenciária
Durante uma audiência em 4 de agosto de 2010, o Juiz Williams disse que Pickton deveria ir para uma penitenciária federal. Até aquele dia ele tinha estado num instituição provincial de pré-julgamento.

## Vítimas
A 9 de Dezembro de 2007, Pickton foi condenado por 6 homicídios em segundo grau:
- Acusação 1, Sereena Abotswa (nascida a 20 de Agosto de 1971): tinha 30 anos quando desapareceu em agosto de 2001. Sua mãe deu-a como desaparecida a 22 de Agosto de 2001.[32]
- Acusação 2, Mona Lee Wilson (nascida a 13 de Janeiro de 1975): tinha 26 anos quando saiu para ir ao médico em 30 de novembro de 2001. Foi dada como desaparecida na mesma noite.[33]
- Acusação 6, Andrea Joesbury: 22 anos, foi vista pela última vez em junho de 2001. Foi dada como desaparecida a 8 de junho de 2001.
- Acusação 7, Brenda Ann Wolfe:  32 anos. Foi vista pela última vez em fevereiro de 1999 e foi dada como desaparecida em 25 de abril de 2000.[34]
- Acusação 16, Marnie Lee Frey: vista pela última vez em agosto de 1997 e dada como desaparecida a 29 de dezembro de 1997.[35]
- Acusação 11, Georgina Faith Papin: foi vista pela última vez em janeiro de 1999 e dada como desaparecida em março de 2001.

### Outras vítimas
Pickton também permaneceu como acusado de homicídio em primeiro grau de outras 20 mulheres até essas acusações terem sido dispensadas a 4 de Agosto de 2010.
- Acusação 3, Jacqueline Michelle McDonell: 23 anos.Foi vista pela última vez em janeiro de 1999.[36]
- Acusação 4, Dianne Rosemary Rock (nascida a 2 de Setembro de 1967): 34 anos. Foi vista pela última vez a 19 de outubro de 2001 e dada como desaparecida a 13 de dezembro de 2001.[37]
- Acusação 5, Heather Kathleen Bottomley (nascida a 17 de Agosto de 1976): tinha 25 anos. Foi vitsa pela última vez e dada como desaparecida a 17 de abril de 2001.[38]
- Acusação 8, Jennifer Lynn Furminger: vista pela última vez em 1999.
- Acusação 9, Helen Mae Hallmark: vista pela última vez em Agosto de 1997.[39]
- Acusação 10, Patricia Rose Johnson: vista pela última vez em Março de 2001.[40]
- Acusação 12, Heather Chinnook: 30 anos. Foi vista pela última vez em abril de 2001.
- Acusação 13, Tanya Holyk: tinha 23 anos quando foi vista pela última vez, em outubro de 1996.
- Acusação 14, Sherry Irving: 24 anos. Foi vista pela última vez em 1997.[41]
- Acusação 15, Inga Monique Hall: 46 anos. Foi vista pela última vez em fevereiro de 1998.[42]
- Acusação 17, Tiffany Drew: vista pela última vez em dezembro de 1999.
- Acusação 18, Sarah de Vries: vista pela última vez em abril de 1998.[43]
- Acusação 19, Cynthia Feliks: vista pela última vez em dezembro de 1997.[44]
- Acusação 20, Angela Rebecca Jardine: vista pela última vez em 20 de novembro de 1998, entre as 3:30 e 4 da tarde, no Parque Oppenheimer.[45]
- Acusação 21, Diana Melnick: vista pela última vez em dezembro de 1995.[46]
- Acusação 22, Desconhecida – acusação retirada (ver nota abaixo)
- Acusação 23, Debra Lynne Jones: vista pela última vez em dezembro de 2000.[47]
- Acusação 24, Wendy Crawford: vista pela última vez em dezembro de 1999.
- Acusação25, Kerry Koski: vista pela última vez em janeiro de 1998.
- Acusação 26, Andrea Fay Borhaven: vista pela última vez em Março de 1997.[48]
- Acusação 27, Cara Louise Ellis, também conhecida como Nicky Trimble (nascida a 13 de Abril de 1971): tinha 25 anos quando foi vista pela última vez em 1996. Foi dada como desaparecida em outubro de 2002.[49]

Pickton também pode estar envolvido nos homicídios das seguintes mulheres, mas as acusações ainda não foram determinadas (lista incompleta): 
- Mary Ann Clark também conhecida como Nancy Greek: 25 anos, desaparecida em agosto de 1991 da área baixa de Victoria.[50]
- Yvonne Marie Boen, também conhecida por England (nascida a 30 de Novembro de 1967): 34 anos. Foi vista pela última vez a 16 de março de 2001 e dada como desaparecida a 21 de março de 2001.[51]
- Dawn Teresa Crey: dada como desaparecida em dezembro de 2000. Crey é a personagem principal de um documentário de 2006 sobre homicídio e desaparecimento de mulheres aborígenes no Canadá, chamado Finding Dawn.[52][53][54]
- Duas mulheres não identificadas.

Nota: A 2 de Março de 2006, a acusação de homicídio envolvendo a vítima "desconhecida" foi retirada, após Pickton se recusar a admitir tê-la matado. "A acusação falha nos requisitos mínimos expressos na Secção 581 do Código Criminal e por isso deve ser cancelada", escreveu o Juiz James Williams.

## Atualizações

### 'Cartas de Pickton' de agosto de 2006
Em agosto de 2006, Thomas Loudamy, um residente de Fremont, Califórnia, disse que tinha recebido três cartas de Robert Pickton em resposta às cartas que havia enviado ao criminoso. Nas cartas, Pickton alegadamente falou com preocupação sobre os custos da investigação, sublinhou a sua inocência, citou a Bíblia, rezou pelo juiz e respondeu em detalhes a uma informação.
A existência das cartas foi revelada pelo The Vancouver Sun, mas sua veracidade nunca foi provada. O The Sun, contudo, tomou diversos cuidados para confirmar a autenticidade dos documentos, incluindo:
- confirmar que os selos eram consistentes com os que existiam no Centro Pré-Julgamento de North Fraser (NFPC), onde Pickton estava detido;
- confirmar através de um representante dos Correios do Canadá que os selos não eram forjados;
- confirmar que a máquina (identificada com um número de série incluído no selo) que era usada para selar os envelopes tinha sido a máquina usada pelo NFPC.

Loudamy diz não ter mantido cópias das cartas de Pickton e desde setembro de 2006 não existem provas da sua existência.
Loudamy costuma escrever cartas para criminosos, às vezes usando seu próprio nome e outras um nome fictícios, criando uma personagem que ele acredita que será mais facilmente aceita pelos alvos das cartas.

### Memorial pelas vítimas
Em 2008, familiares das vítimas queriam que a fazenda onde os crimes aconteceram fosse transformada num memorial, no estanto o Governo da Colúmbia Britânica havia desapropriado a propriedade para pagar as custas da investigação e julgamento do caso.

### Filmagens de 2015
Em 2015, um filme com o título Full Flood começou a ser produzido em Vancouver pela CBC-TV. Baseado no livro On The Farm, de Stevie Cameron, servia para usar a experiência de vida das vítimas de Pickton para uma história ficcional sobre as mulheres de Downtown Eastside (Baixa Vancouver Leste).

### Autobiografia em 2016
Em 2016, uma autobiografia que se diz ter sido escrita por Pickton e chamada Pickton: In his Own Words foi à venda, lançando uma onda de críticas e ações judiciais do Governo da Colúmbia Britânica para evitar que Pickton se beneficiasse com a obra, cuja venda foi suspensa logo em seguida. Segundo a rede de TV canadense CTV, o manuscrito havia saído da prisão com a ajuda de um colega do criminoso. "Não é correto que uma pessoa que causou sofrimento a tantas pessoas possa lucrar com seu comportamento", disse à época o ministro da Saúde Pública da província da Colúmbia Britânica (British Columbia) Mike Morris.

### Transferência para Quebec
Em meados de 2018, ele foi transferido para a prisão de segurança máxima Port-Cartier em Agassiz, no Quebec.

### Saída para atendimento médico
Em maio de 2019, Pickton foi autorizado a deixar a prisão por algumas horas para receber atendimento médico.

### Morte
Robert Pickton morreu no dia 31 de maio de 2024, aos 74 anos, após ser atacado e ferido no dia 19, por um outro preso, na prisão de segurança máxima aonde cumpria pena.
Após a agressão, ele chegou a ser levado a um hospital para tratamento mas acabou falecendo.